# Kartlis Deda
Kartlis Deda (gruzijsko ქართლის დედა; mati Gruzije) je monumentalen kip v gruzijski prestolnici Tbilisiju. Stoji na grebenu gorovja Sololaki na zahodu mesta in je viden od daleč.
Kip simbolizira mesto Tbilisi, popularno znano kot Mati Gruzije. Pogleduje na mesto z rahlo sklonjeno glavo, v levi roki drži skledo vina za svoje prijatelje, v desni pa meč proti sovražnikom. Kip je ponoči osvetljen z žarometi.
Kip je bil zgrajena leta 1958 ob 1500-letnici mesta.
Kip Kartlis Deda stoji na kamniti podlagi in je narejen iz lesa na notranji strani in aluminija na zunanji strani. Je delo gruzijskega kiparja Elgudša Amašukelja, ki je izdelal tudi spomenike Vahtanga I. Iberskega in slikarja Nika Pirosmanija v Tbilisiju ter Davida IV. Gruzijskega v Kutaisiju. Kmalu po razglasitvi neodvisnosti Gruzije leta 1991 ga je Elgudša Amašukeli spremenil. Mati Gruzije zdaj ponosno dviga svojo prej ponižno spuščeno glavo in je okronana z lovoriko.
Od kipa do trdnjave Narikala vodi panoramska pot.
Kartlis Deda je tudi gruzijska ženska organizacija, ustanovljena leta 1997. Sedež ima v Goriju in združuje ženske iz inteligence, ki se zavzemajo za večjo udeležbo žensk v regiji Šida Kartli in je namenjena invalidnim in socialno prikrajšanim ženskam in otrokom.

## Gallery
- Pogled s strani s hribom
- Kip z žičnicami v ospredju
- Kip z vznožja hriba, stranski pogled
- Kip s stopnišča